# Marie Polli
Marie Polli (Sorengo, 28 novembre 1980) è una marciatrice svizzera.
Assieme alla sorella Laura Polli è una delle migliori marciatrici svizzere.

## Palmarès
| Anno | Manifestazione | Sede    | Evento       | Risultato | Prestazione | Note                                     |
| ---- | -------------- | ------- | ------------ | --------- | ----------- | ---------------------------------------- |
| 2007 | Mondiali       | Osaka   | Marcia 20 km | 21ª       | 1h36'54"    |                                          |
| 2009 | Mondiali       | Berlino | Marcia 20 km | 25º       | 1h36'44"    |                                          |
| 2011 | Mondiali       | Taegu   | Marcia 20 km | 32ª       | 1h40'28"    |                                          |
| 2013 | Mondiali       | Mosca   | Marcia 20 km | 45ª       | 1h36"31     | Miglior prestazione personale stagionale |
| 2014 | Europei        | Zurigo  | Marcia 20 km | 21ª       | 1h34'39     | Miglior prestazione personale stagionale |
| 2015 | Mondiali       | Pechino | Marcia 20 km | 40ª       | 1h39"49     |                                          |

## Risultati
- 1999: 104. Rango IAAF World Race Walking Cup
- 2001: 40. Rango EAA Race Walking Cup
- 2002: 61. Rango IAAF World Race Walking Cup
- 2004: 39. Rango Olympische Spiele; 46. Rango IAAF World Race Walking Cup
- 2005: 31. Rango EAA Race Walking Cup
- 2006: 41. Rango IAAF World Race Walking Cup
- 2007: 21. Rango Leichtathletik-Weltmeisterschaft 2007; 33. Rango EAA Race Walking Cup
- 2008: 3. Rango Gran Premio Città di Lugano
- 2009: 25. Rango IAAF World Championships in Athletics Berlin; 14. Rango EAA Race Walking Cup Metz

## Record personali
- 20 km marcia: 1.32:36, 7 marzo 2009 a Lugano (record svizzero)
- 5 km marcia: 22:55, 7 marzo 2009 a Lugano
- 10 km marcia: 45:32, 9 settembre 2007 a Chiasso (record svizzero)
- 10'000 Meter marcia: 46:56.4, 20 aprile 2008 a Chailly sur Montreux